# Valle de Aguascalientes
Valle de Aguascalientes es una localidad del estado mexicano de Aguascalientes. Es parte del municipio de San Francisco de los Romo.

## Demografía
| Censo | Población |
| ----- | --------- |
| 2005  | 926       |
| 2010  | 953       |
| 2020  | 1 089     |